# Lyrik-Debüt-Preis
Der Lyrik-Debüt-Preis ist ein 1999 erstmals vergebener Literaturpreis für Lyrik-Erstlingswerke. Der mit 5000 Euro dotierte Preis wird in zweijährlichem Turnus vom Literarischen Colloquium Berlin verliehen.

## Strukturen
Gesponsert werden das Preisgeld und die Organisationskosten von der Kulturstiftung der Deutschen Bank und der Kester-Haeussler-Stiftung. Seit 2005 gibt es eine Kooperation mit dem Kunst:Raum Sylt-Quelle, so dass auch Rantum auf Sylt zum Ort der Preis-Übergabe-Feier gewählt wurde. Die Veranstaltung wird mit einer öffentlichen Veranstaltung, meist ein Colloquium zur zeitgenössischen Lyrik verknüpft.
Eigenbewerbungen sind nicht möglich. Es gibt jeweils genau einen Juror, jemand der in der deutschsprachigen Lyrikerszene Renommee genießt.

## Preisträger
- 1999: Armin Senser (Berlin) für Großes Erwachen (Hanser Verlag);  Juror war Jürgen Becker
- 2001: Corinna Soria (Wien) für Briefe nach Welfare Island (Alekto Verlag); Juror war Adolf Endler
- 2003: Jan Volker Röhnert (Jena) für Burgruinenblues (Wartburg Verlag); Juror war Wulf Kirsten
- 2005: Daniel Falb (Berlin) für die räumung dieser parks (kookbooks);